# Cursus honorum
Cursus honorum en llatí, que significa la 'carrera [política] de magistrat', era la successió de càrrecs públics que podia assolir una persona a l'antiga Roma, tant en l'època republicana com durant l'Imperi.
Durant la República, l'organització i el desenvolupament de la carrera política depenia més aviat de la classe social de la que es provenia, però amb l'Imperi es va regular l'exercici de determinades funcions públiques, i es van establir requisits i temporalitzacions que servien per preparar el jovent per les tasques administratives i per estructurar l'ascens social.
El cursus honorum establia l'ordre i la jerarquia per les que s'havien de regir les magistratures romanes i la forma d'obtenir-les. L'any 180 aC es va aprovar la lex Villia Annalis que regulava l'ordre de les magistratures i l'edat mínima per a exercir cada càrrec. Cap al final de la República, Sul·la, l'any 81 aC, va fixar el model, i s'havia de fer prèviament el servei militar i seguidament exercir els càrrecs de qüestor, pretor, cònsol i censor.
El cursus honorum senatorial exigia una fase preparatòria que tenia diverses especialitats, el vigintivirat, i després es podien exercir fins a sis magistratures ordinàries, qüestor, edil, tribú, pretor, cònsol i censor. Hi havia una magistratura extraordinària, el càrrec de dictador, que en temps de la República s'exercia per decisió del senat en cas de perill extern o intern, i només durava sis mesos.
Durant la República, per arribar a cònsol calia haver passat les altres magistratures a una edat determinada mínima i amb un temps entre magistratures també determinat. Després de ser cònsol s'arribava a senador vitalici. Després de servir a l'exèrcit deu anys, es passava per qüestor (mínim 30 anys), edil (mínim 37 anys), tribú (mínim 37 anys), pretor (mínim 40 anys) i finalment es podia arribar a cònsol amb un mínim de 43 anys o a censor.
A l'Imperi es podia ser vigintivir amb 18 anys, tribú militar amb 20 anys, qüestor amb 25 anys, edil o tribú amb 27 anys, pretor amb 30 anys i finalment es podia arribar a cònsol als 32 anys, prefecte, propretor, procònsol, comandant de legió o prefecte de la ciutat.
Des d'August, el cursus honorum era més aviat una successió de càrrecs funcionarials, ja que el poder polític i militar corresponia només a l'emperador, que podia fer i desfer a voluntat i nomenar pels càrrecs a les persones que li semblés convenient. Es va determinar també l'obligació de servir a l'exèrcit. August també va establir un cursus honorum especial per als equites, que normalment feien carrera a l'exèrcit i després ocupaven llocs a l'administració de l'Imperi.

## Principals magistratures de la República de Roma[1]
- Dictador
- Senadors, membres del Senat romà
- Cònsols
- Tribuns
- Tribú amb potestat consular
- Censors
- Pretors
- Pontífex màxim
- Pontífexs
- Sacerdots
- Edils
- Qüestors
- Curials o decurions
- Decemvirs
- Triumvirs
- Diumvirs
- Interrex
- Mestre de cavalleria

## Principals magistratures de l'Imperi de Roma[1]
- Emperador (Imperator)
- Cèsar (Caesar)
- Senadors, membres de l'orde senatorial
- Procònsols
- Praeses
- Cònsols, durant l'Imperi era més aviat un càrrec honorífic i havia perdut bona part del poder que tingué durant la República Romana.
- Tribuns
- Censors
- Pretors
- Curials o decurions
- Vicaris
- Prefectes del pretori
- Prefectes
- Procuradors
- Propretors
- Proqüestors
- Tetrarques (Baix imperi)
- Etnarques
- Magister militum
- Comites
- Dux